# Инцидент в Вундед-Ни 1973 года
27 февраля 1973 года поселение Вундед-Ни («Раненое колено»), находящееся в резервации Пайн-Ридж (штат Южная Дакота) и насчитывавшее 40 жителей, было захвачено последователями Движения американских индейцев — движения борцов за права индейцев. 29 декабря 1890 года здесь же имело место широко известное столкновение между сиу и армией США, в результате которого погибли более 150 индейцев, включая женщин и детей. В связи с этим посёлок Вундед-Ни и был выбран в качестве места проведения акции. Выступление началось после неудачной попытки сместить племенного вождя оглала лакота Дика (Ричарда) Вильсона, обвиняемого в многочисленных злоупотреблениях властью.

## Оккупация
По прибытии в Вундед-Ни, активисты (по разным сведениям от 200 до 300 человек) во главе с Расселом Минсом и Деннисом Бэнксом берут на себя командование над посёлком, заявив, что они утверждают в нём традиционное племенное правление, независимое от марионеточного правительства резервации Пайн-Ридж. Посёлок объявляется территорией, свободной от бледнолицых, независимым индейским государством.
Они грабят торговый пункт, берут одиннадцать жителей в заложники, баррикадируются в церкви и роют окопы на холме. Их требования: проверка всех договоров между правительством США и индейцами (371 договор) сенатором Фулбрайтом в комиссии сената по иностранным делам; расследование отношения Министерства внутренних дел и Бюро по делам индейцев (БДИ) к индейцам-оглала другой комиссией под руководством Тэда Кеннеди; смещение с должности членов племенного совета и изменение законодательства племени, которое уходит корнями ещё к Закону о реорганизации индейцев 1934 года, пережитка времён Рузвельта.
На следующее утро более 100 американских полицейских перегораживают все дороги на Вундед-Ни. Сначала к месту волнений летят два сенатора, ведут переговоры с повстанцами и с удивлением узнают, что заложники, оказывается, сотрудничают с повстанцами и могут в любой момент покинуть посёлок. Однако, то, что первоначально было задумано как символическое противостояние, которое должно было привлечь внимание правительства к ситуации коренных американцев, выливается в 71-дневный вооружённый конфликт на американской территории, самый долгий со времён гражданской войны в США, в котором «захватчики» ведут перестрелку с полицией, агентами ФБР, военными советниками и полицией племени. Журнал «Рампартс» определял ситуацию как «новые индейские войны». Газетной сенсацией становится также и присутствие Уильяма Канстлера, знаменитого «нового левого» защитника, в число его клиентов входили Мартин Лютер Кинг, Малькольм Икс, Стоукли Кармайкл, Бобби Сил, «чикагская семёрка». Пресса также не могла обойти вниманием символическое значение визита Ральфа Эбернэти, к которому в 1968 году после убийства Мартина Лютера Кинга перешло председательство на Южной Конференции Христианских Лидеров, одной из самых влиятельных организаций чернокожих по борьбе за гражданские права в 60-х годах. В своей речи 7 марта он проводит параллель между афроамериканским и индейским движением за гражданские права и высказывается по этому поводу так: «Пусть [Вундед-Ни] покажет американцам, что два великих народа, которые в прошлом отдельно друг от друга терпели страдания, хотят в будущем вместе бороться за справедливость».

## Предыстория
В середине 1972 года Рассел Минс, который в ту пору являлся директором Индейского центра в одной из резерваций племени лакота и создателем кливлендского отделения ДАИ, принимал активное участие в походе «Тропа нарушенных договоров» и был одним из его руководителей. Члены Движения американских индейцев написали манифест из 20 требований. Участники марша принесли манифест в Вашингтон, однако федеральные власти отказались принять делегацию. Тогда сиу захватили здание Бюро по делам индейцев и удерживали его семь дней. Участники похода были заклеймены консервативными племенными лидерами как «ренегаты» и «маоисты». Некоторое время спустя Минс возвратился в Пайн-Ридж для участия в собрании Ассоциации землевладельцев сиу, членом которой он являлся. Однако председатель племенного совета оглала Дик Вильсон добился судебного предписания, запрещавшего Минсу и другим членам ДАИ выступать с речами или проводить собрания в резервации.
26 февраля 1973 года Минс возглавил демонстрацию протеста индейцев в г. Кастер против убийства расистами индейца-оглала Уэсли Быка С Плохим Сердцем (убит ударом ножа в грудь, белых убийц оправдали). Несколько недель спустя вожди и старейшины племени и организация «За гражданские права оглала» попросили поддержки Минса для привлечения к судебной ответственности самого Дика Вильсона за многочисленные злоупотребления своим служебным положением. После непродолжительной встречи с Вильсоном, которая ничего не дала, Минс был жестоко избит «за свою политическую деятельность» подручными председателя племенного совета.
По некоторым сведениям от рук частной милиции Вильсона погибли десятки оппонентов племенного правительства.
В ряде источников на русском языке излагается легенда, что к беспорядкам в 1973 году индейцев сподвиг просмотр художественного фильма «Сыновья Большой Медведицы» производства ГДР с Гойко Митичем в главной роли; поэтому события в Вунден-Ни якобы были объявлены американскими властями «провокацией КГБ и „Штази“», а Митичу запрещён въезд на территорию США. В англоязычных источниках, описывающих инцидент, подобные утверждения отсутствуют.

## Итоги
Сопротивление закончилось 8 мая при посредничестве Национального совета церквей подписанием соглашения и сдачей повстанцев. Белый дом согласился рассмотреть обвинения против племенного совета: коррупция и нарушение гражданских прав, а также заново рассмотреть договор в форте Ларами от 1868 года, по которому племени сиу причитаются большие части Северной и Южной Дакоты, Монтаны, Вайоминга и Небраски.
За время восстания в результате неоднократных перестрелок погибло двое повстанцев: Бадди Ламонт и Фрэнк Клируотер, и 13 индейцев было ранено, среди американских полицейских было ранено двое. После восстания его руководитель Деннис Бэнкс десять лет скрывался в подполье.